# Franz Neumann
Franz Leopold Neumann (Kattowitz, 23 maggio 1900 – Visp, 2 settembre 1954) è stato un politologo, filosofo, giurista ed attivista politico tedesco.

## Biografia
Di origine ebraica, attivista politico di sinistra, sostenitore della Repubblica di Weimar, pensatore marxista e legislatore del lavoro, fu arrestato dai nazisti nel 1933 ma riuscì a fuggire nel Regno Unito, da dove emigrò negli Stati Uniti d'America nel 1936. Qui riprese la sua attività scientifica, entrando a far parte dell'Institute of Social Research, dove lavorò insieme a Horkheimer, Marcuse e Fromm. Dopo la guerra insegnò come professore di "Government" alla Columbia University".
Conoscitore profondo della Germania, fu reclutato dall'Office of Strategic Services (OSS), per il quale lavorò dal 1942 al 1945.
Nel 1942 pubblicò a New York Behemoth. Structure and Practice of National Socialism, l'opera sul nazismo che lo avrebbe reso celebre. 
Nel 1948 divenne professore ordinario di Scienze Politiche presso la Columbia University. Morì in un incidente stradale in Svizzera nel 1954. La vedova, Inge Werner, sposò l'anno successivo il suo più caro amico, Herbert Marcuse.

## Opere
- Lo stato democratico e lo stato autoritario, traduzione di G. Sivini, Bologna, Il Mulino, 1973-1984.
- Behemoth. Struttura e pratica del nazionalsocialismo, Collana I Fatti e le Idee, Milano, Feltrinelli, 1982, ISBN 978-88-07-22379-2. - Introduzione di Enzo Collotti, a cura di Mario Baccianini, Bruno Mondadori, Milano, 1999-2007.
- Il diritto del lavoro fra democrazie e dittatura, traduzione di L. Gaeta, G. Vardaro, Collezione di Testi e di Studi, Bologna, Il Mulino, 1983, ISBN 978-88-15-00330-0.
- Franz Neumann, Herbert Marcuse, Otto Kirchheimer, Il nemico tedesco. Scritti e rapporti riservati sulla Germania nazista (1943-1945), Collana XX secolo, Bologna, Il Mulino, 2012, ISBN 978-88-15-23802-3.